# Sauber C18
Sauber C18 — гоночний автомобіль команди Формули-1 Sauber, що виступав в сезоні 1999 року. Пілотами команди у цьому сезоні були Жан Алезі, який виступав другий сезон у команді та Педро Дініц. 
На шасі був встановлений мотор Ferrari 048 V10, під позначенням Petronas.
Шасі було досить непоганим та показувало високий тем у гонці. Проте через ненадійну коробку передач та повільний темп під час кваліфікації, команда змогла набрати тільки 5 залікових балів (найнижче досягнення з часу дебютного сезону у 1993 році) та посіла 8 місце у Кубку конструкторів.

## Результати виступів у Формулі-1
| Рік  | Шасі       | Двигун                                     | Шини | №  | Пілоти | Австралія | Бразилія | Сан-Марино | Іспанія | Монако | Канада | Франція | Велика Британія | Австрія | Німеччина | Угорщина | Бельгія | Італія | Європейський Союз | Малайзія | Японія | Очки | КК |
| ---- | ---------- | ------------------------------------------ | ---- | -- | ------ | --------- | -------- | ---------- | ------- | ------ | ------ | ------- | --------------- | ------- | --------- | -------- | ------- | ------ | ----------------- | -------- | ------ | ---- | -- |
| 1999 | Sauber C18 | Petronas SPE 03A (Ferrari 047), 3.0 л, V10 | B    |    |        | АВС       | БРА      | САН        | ІСП     | МОН    | КАН    | ФРА     | ВЕЛ             | АВТ     | НІМ       | УГО      | БЕЛ     | ІТА    | ЄВР               | МАЛ      | ЯПО    | 5    | 8  |
| 1999 | Sauber C18 | Petronas SPE 03A (Ferrari 047), 3.0 л, V10 | B    | 11 | Алезі  | Схід      | Схід     | 6          | Схід    | Схід   | Схід   | Схід    | 14              | Схід    | 8         | 16       | 9       | 9      | Схід              | 7        | 6      | 5    | 8  |
| 1999 | Sauber C18 | Petronas SPE 03A (Ferrari 047), 3.0 л, V10 | B    | 12 | Дініц  | Схід      | Схід     | Схід       | Схід    | Схід   | 6      | Схід    | 6               | 6       | Схід      | Схід     | Схід    | Схід   | Схід              | Схід     | 11     | 5    | 8  |